# 紅皮糙果茶
紅皮糙果茶（学名：Camellia crapnelliana），又名克氏茶，为山茶科山茶属下的一个种，是一種約5-7米高的小喬木，具有厚革質的葉片及單生花序。在1903年，這個物種由香港前林務監督德邱（W. J. Tutcher）在香港柏架山首次發現並命名，當時只有一株被發現。在香港，它是個受保護的物種並按《林務規例》（香港法例第96章附例）予以保護及遷地種植。在中國已被加載《中國植物紅皮書》，現被列為國家二級保護植物。

## 特徵
紅皮糙果茶的樹皮橙紅色，平滑；葉革質，橢圓形，長9－13厘米，邊緣有細鋸齒，葉柄長約1厘米。花期及果期為9月－12月，花大，頂生或近頂腋生，白色，無花梗，苞片和萼片無明顯的界限，有6至8片白色花瓣，中心滿佈黃色雄蕊，近離生，長不超過1.5厘米，子房被毛，3－5室，花柱長1.2厘米；果實直徑可達10厘米，呈球型，紅褐色，果皮粗糙而堅硬，於開花後次年夏季成熟，成熟時厚達2厘米的果皮會裂開，露出9－15粒如栗子般的種子。

## 分佈
在香港，它分佈在柏架山和馬鞍山的茅坪。而在香港以外，它還分佈在廣西、福建、浙江。它在1968年被引進到日本栽培。

## 用途
紅皮糙果茶的菜籽油可以食用，種子含油豐富，產油率達17%。

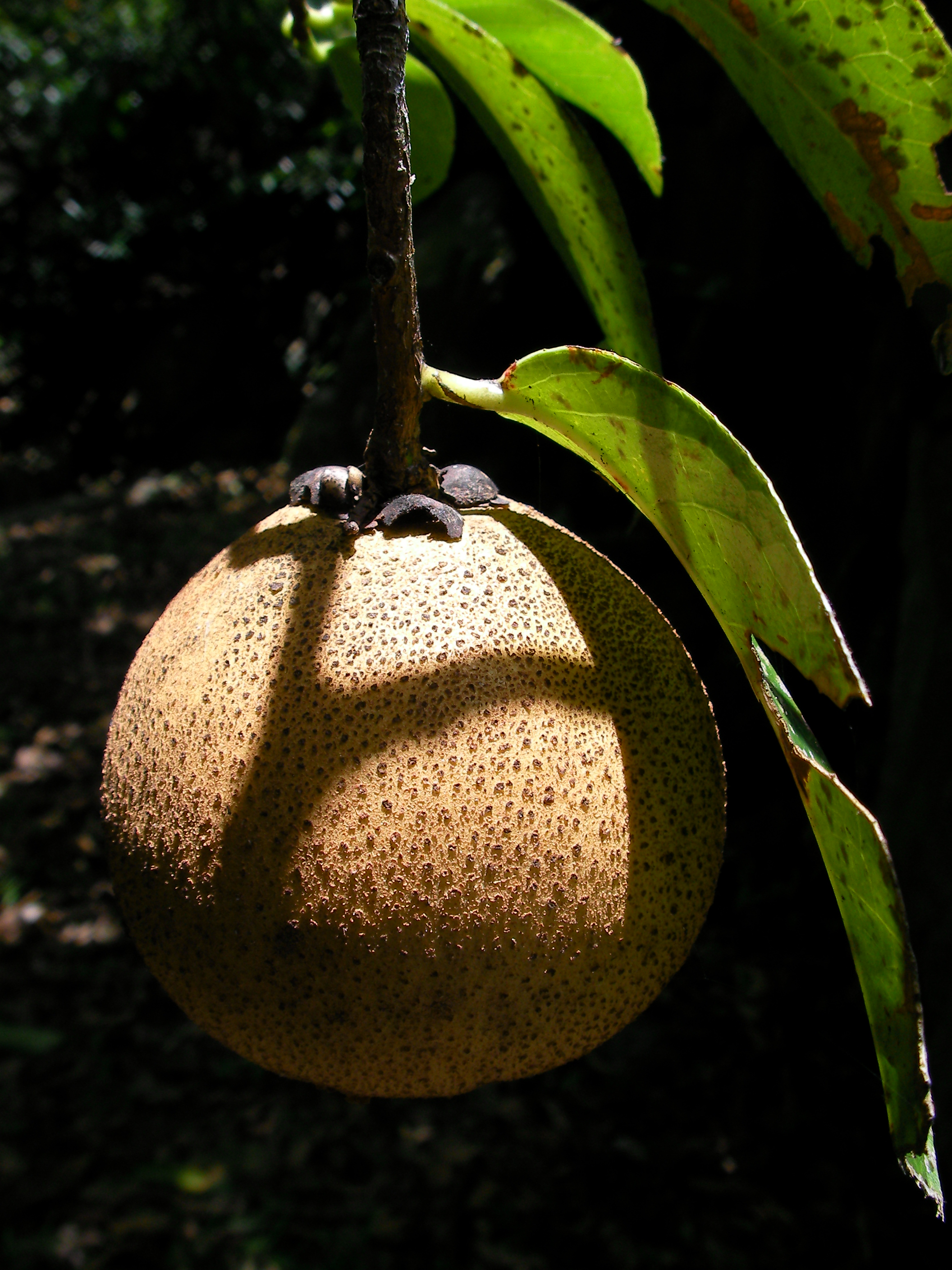
紅皮糙果茶的果實

## 扩展阅读
維基物種上的相關：红皮糙果茶

## 外部連結
- IUCN Red List of Threatened Species: Camellia crapnelliana